# Austin-Healey Sprite
Der Austin-Healey Sprite ist ein Roadster der britischen Automobilmarke Austin-Healey.
Der Sprite wurde 1958 von der British Motor Corporation vorgestellt und in vier Modellserien bis 1971 gebaut. In dieser Zeit entstanden 129.347 Exemplare.
Das Design stammte von Donald Mitchell Healey. Viele Bauteile wurden von anderen Modellen übernommen. Der Motor entstammte der von 1951 bis 1990 gebauten A-Serie der BMC. Dies diente der Kostenreduzierung, der Sprite kostete bei seiner Veröffentlichung £ 669.

## Mark I

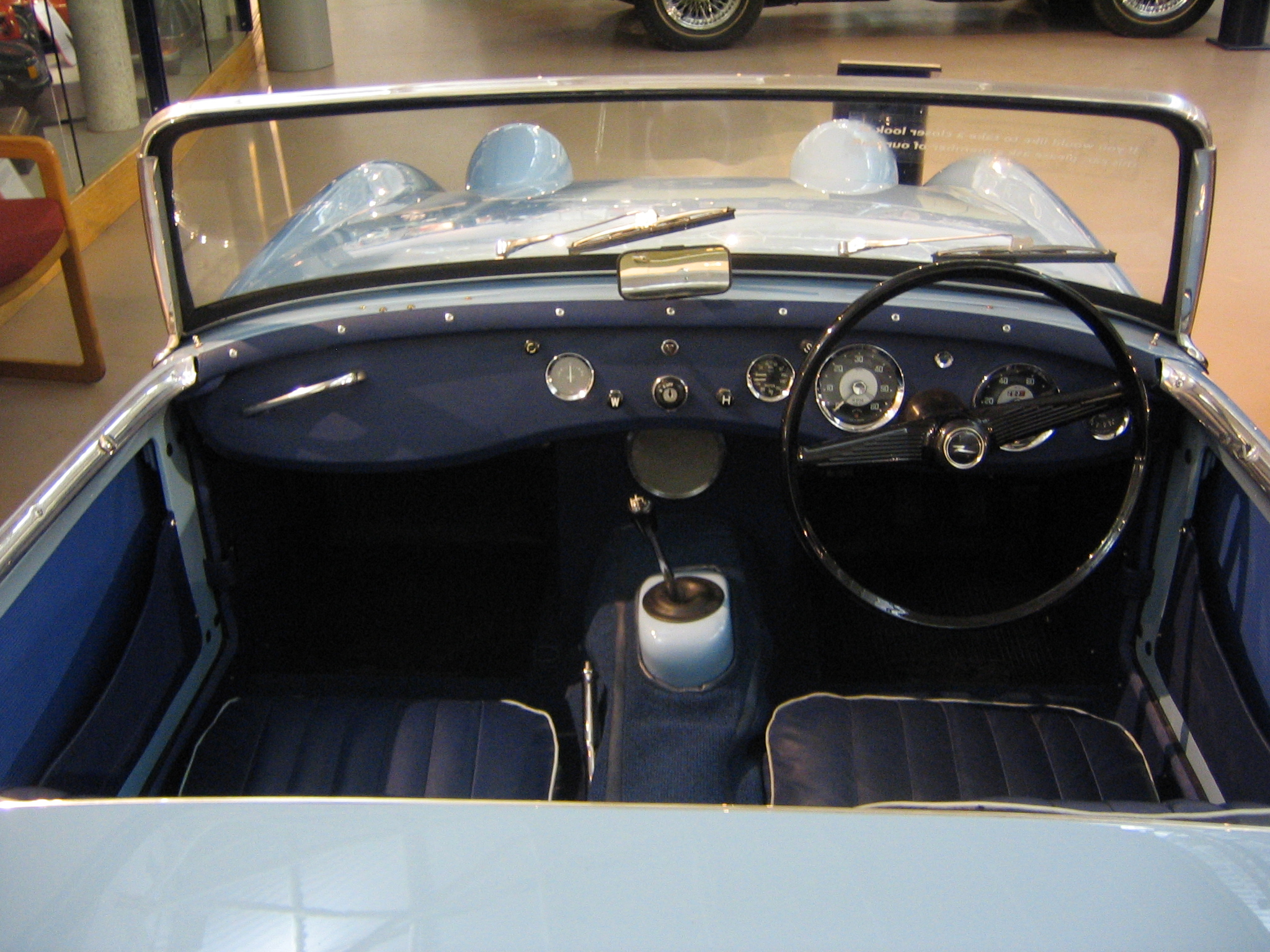
Cockpit

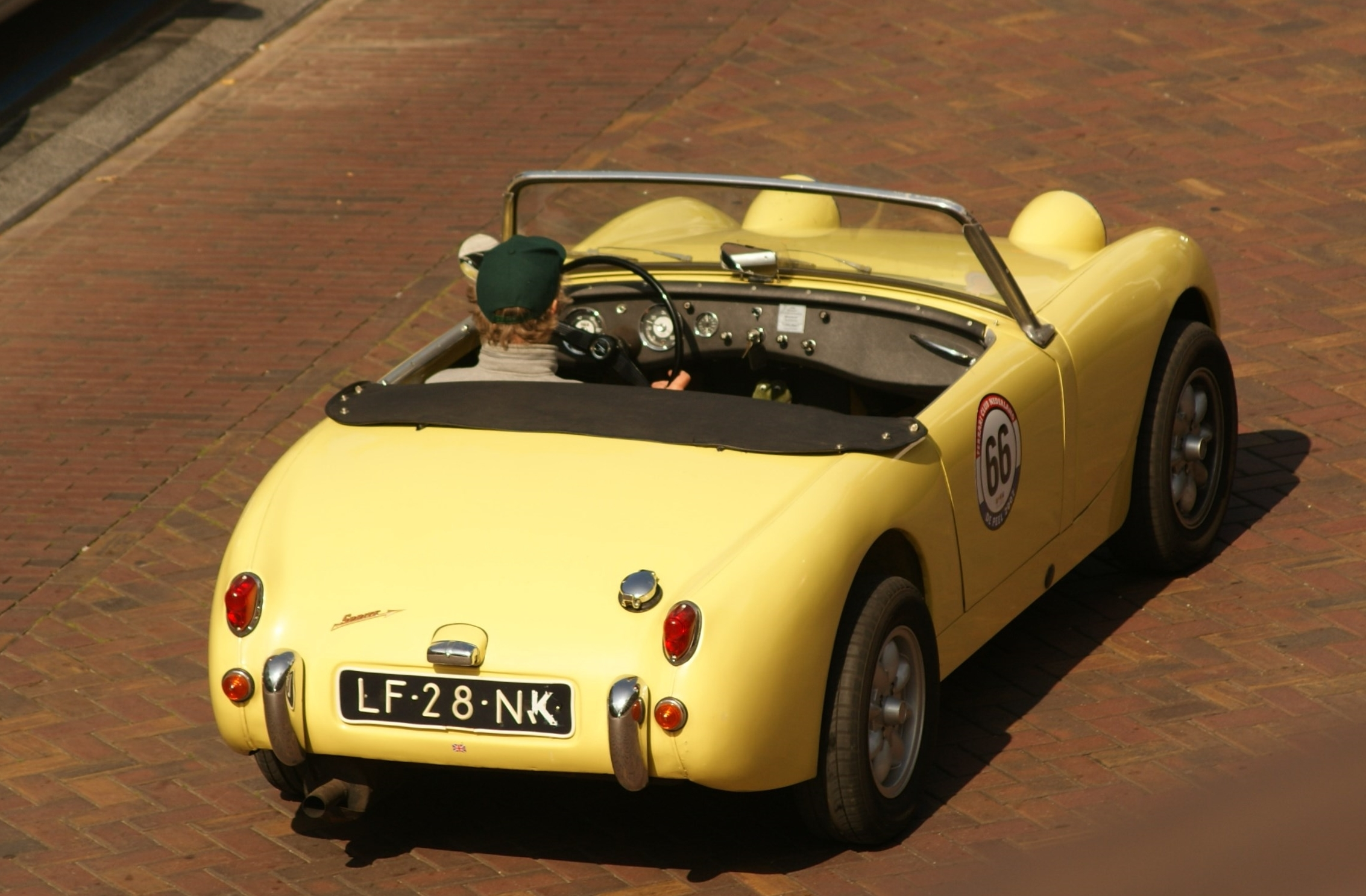

Die Serie Mark I hatte wegen der Anordnung der Scheinwerfer in Europa den Spitznamen „Frogeye“ („Froschauge“), in den USA „Bugeye“. Ursprünglich sollten die Scheinwerfer einfahrbar sein, ähnlich wie beim Porsche 928, jedoch verwarf man diese, um Kosten zu sparen. 
Die Front (Haube, Kotflügel) ist ein komplettes Stück, ähnlich wie beim Jaguar E-Type, und lässt sich als Ganzes nach hinten öffnen, um an den Motor zu gelangen. 
Der Sprite Mark I verfügt über keine äußeren Türgriffe, man muss die Tür von innen öffnen. Auch verfügt der Sprite Mark I über keine Heckklappe. Um an den Kofferraum zu gelangen, muss man die Sitzlehnen umklappen, und unter das Verdeck greifen, was den Kofferraum schwer nutzbar macht. Viele Besitzer installieren eine Gepäckablage auf dem Heck. 
Motor und Getriebe stammten vom Austin A35, Lenkung und Bremsen vom Morris Minor. Bei einem Hubraum von 948 cm³ leistete der Motor 43 bhp (brake horse power) (44 PS) (32 kW) bei einer Umdrehungszahl von 5300/min. In einem Test aus dem Jahr 1958 erreichte der Wagen eine Höchstgeschwindigkeit von 133,4 km/h.
Vom Sprite Mark I entstanden 48.987 Fahrzeuge. 

## Mark II

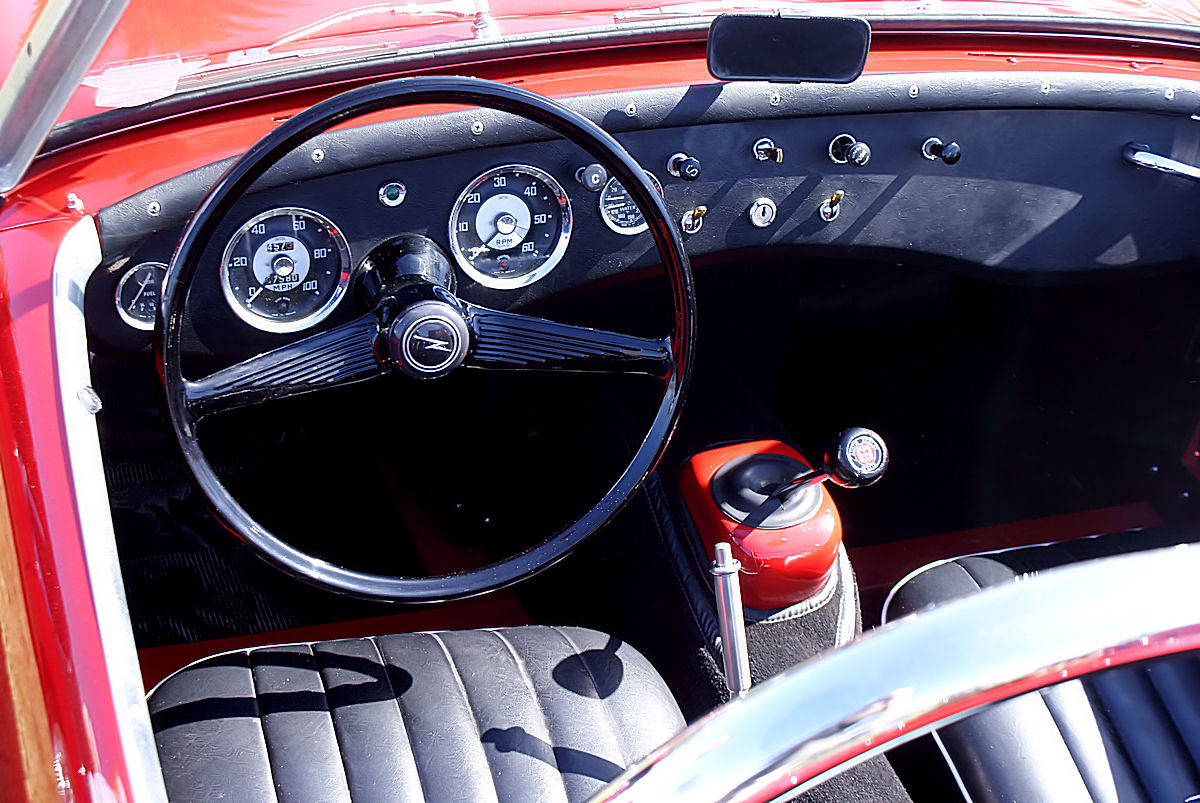
Armaturentafel

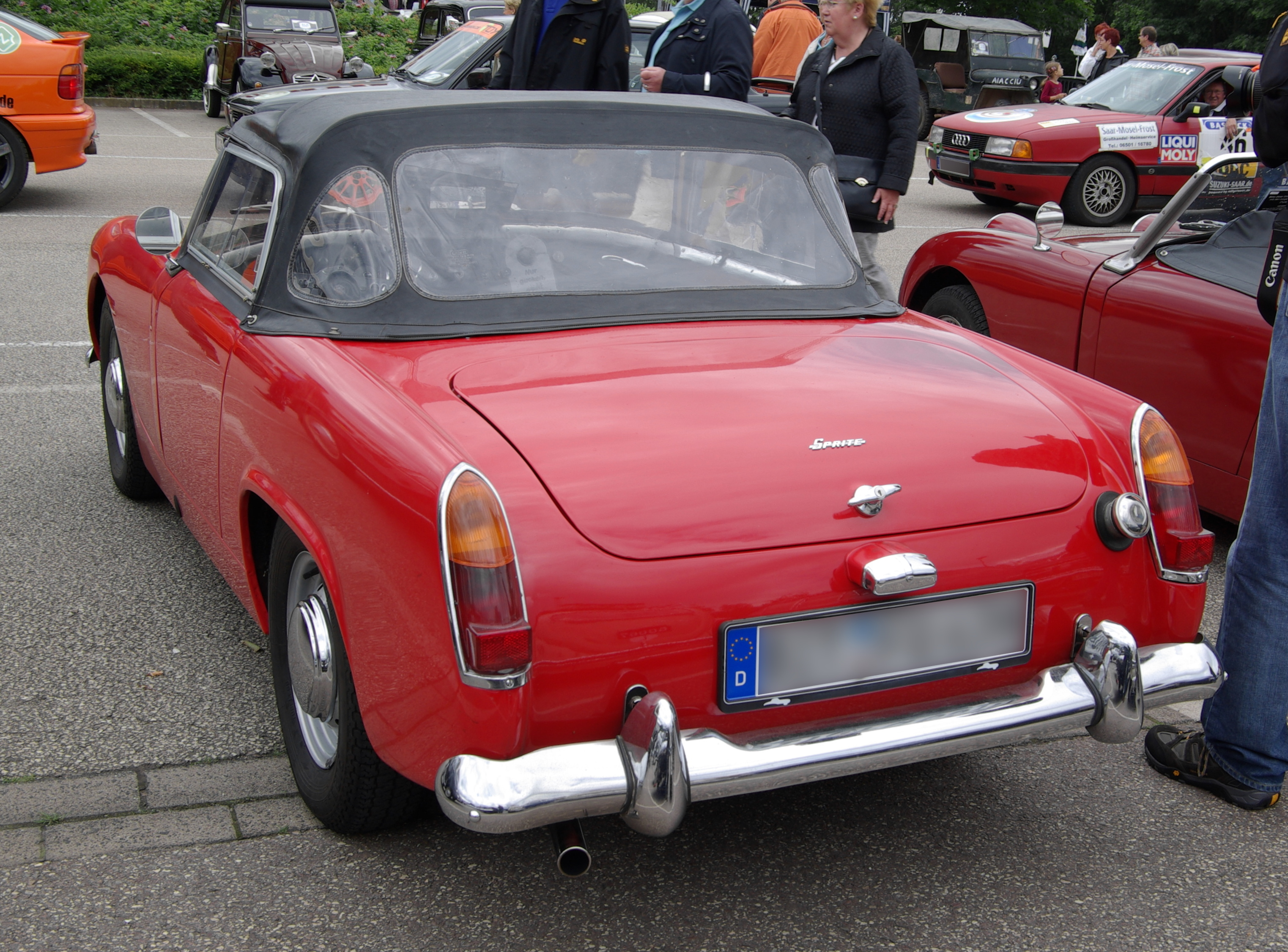

1961 erschien die zweite Ausführung des Sprite. Bei nur wenig veränderter Mechanik hatte der Wagen eine völlig neue Karosserie bekommen. Die Scheinwerfer waren jetzt ganz normal in die Fahrzeugfront integriert.
Anfangs behielt der Mark II den Motor mit 948 cm³, die Leistung stieg auf 46,5 PS (34 kW). 1962 erhielt er einen vergrößerten Motor mit 1098 cm³, die Leistung betrug nun 56 PS (41 kW).
Als kaum verändertes Schwestermodell wurde der Sprite Mark II auch als MG Midget angeboten. In Italien wurde in Lizenz der Innocenti 950 S mit eigenständiger Karosserie gebaut.

## Mark III

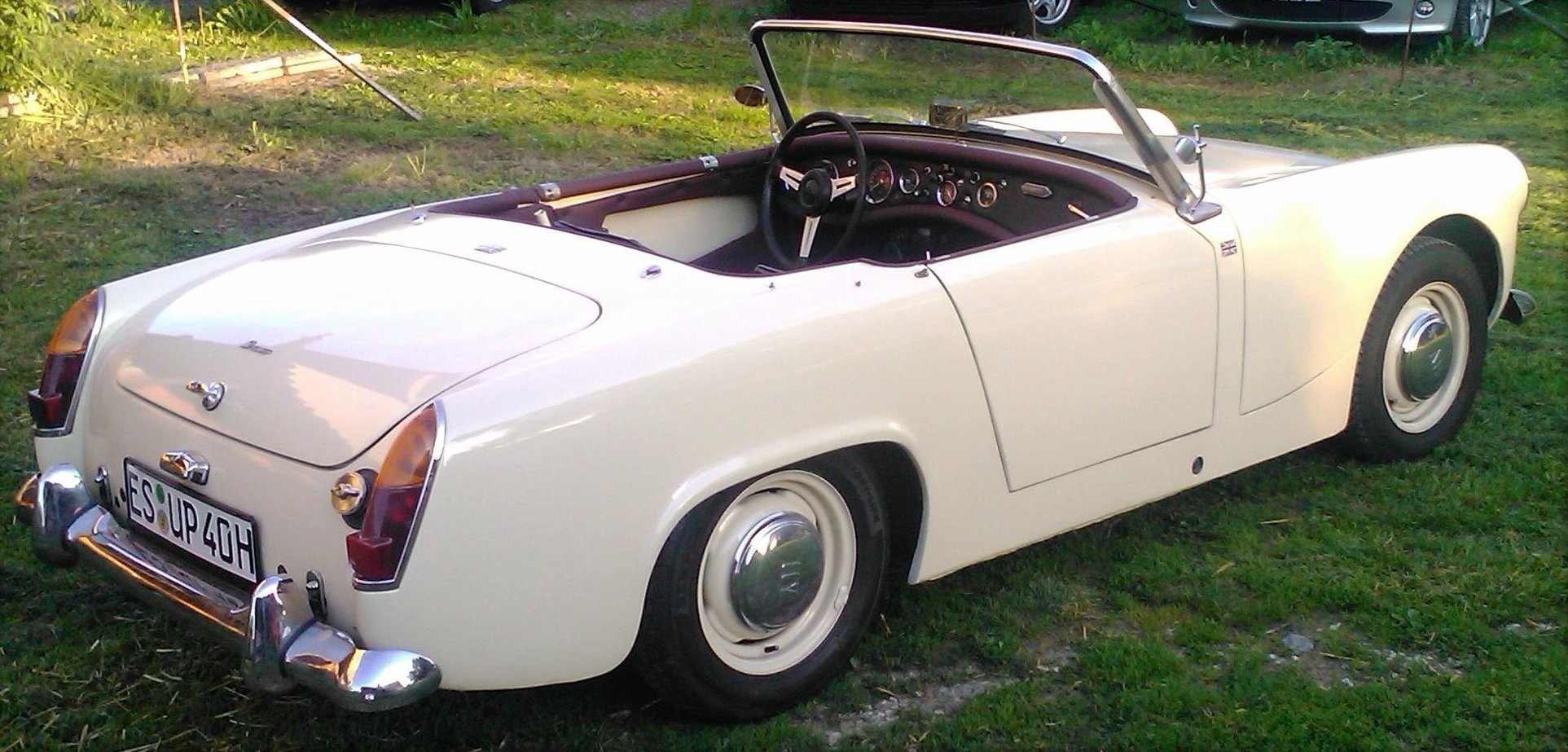
Austin-Healey Sprite Mark III (1964)

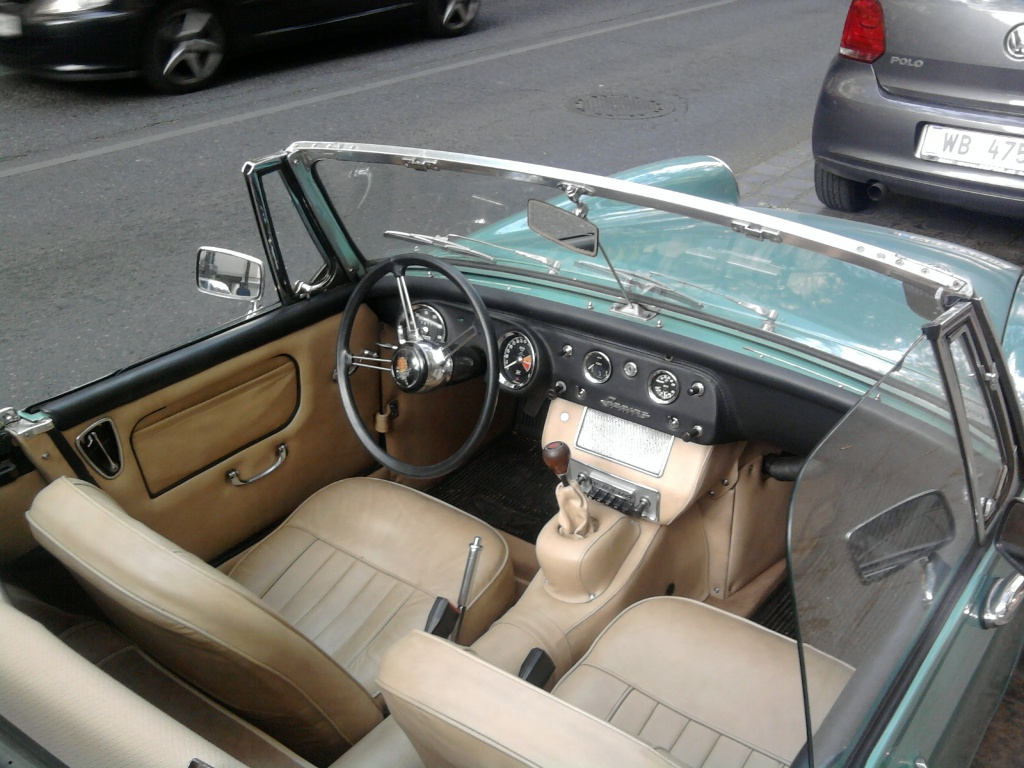
Cockpit

1964 wurde der Wagen überarbeitet und hieß nun „Mark III“. Die Leistung des 1,1-Liter-Motors stieg auf 59 PS (43 kW).

## Mark IV
Weitere Modifikationen führten 1966 zum „Mark IV“. Der Motor wurde ein weiteres Mal vergrößert und hatte (wie im Austin 1300) einen Hubraum von 1275 cm³. Damit leistete der kleine Sportwagen 65 PS (48 kW).
1971 wurde der Sprite vom Markt genommen, nachdem die Zusammenarbeit mit Donald Healey beendet worden war.
Sein Schwestermodell, der MG Midget, wurde dagegen noch bis 1979 weiter produziert und erhielt, um den neuen US-Zulassungsbestimmungen zu entsprechen, ab 1974 den 1500er Motor des Triumph Spitfire sowie voluminöse Kunststoff-Stoßstangen. Diese MG Midgets werden landläufig als „Gummiboot“ bezeichnet.